# Morwa biała
Morwa biała (Morus alba L.) – gatunek niewielkich drzew liściastych z rodziny morwowatych. 

## Rozmieszczenie geograficzne
Pochodzi z Chin. Od wieków była tam uprawiana. Później zaczęto ją uprawiać również w innych rejonach świata. Rozprzestrzeniła się z upraw i obecnie rośnie dziko w Afryce, Ameryce Północnej i Południowej oraz na wyspach Pacyfiku. W Europie zaczęto ją uprawiać od XI wieku. W Polsce występuje często, jako jedyny gatunek morwy. Ze względu na to, że dojrzałe owoce mogą mieć zarówno białą, jak i fioletowo-czarną barwę, drzewa z tymi drugimi bywają mylnie brane za morwę czarną (Morus nigra) lub czerwoną (Morus rubra).

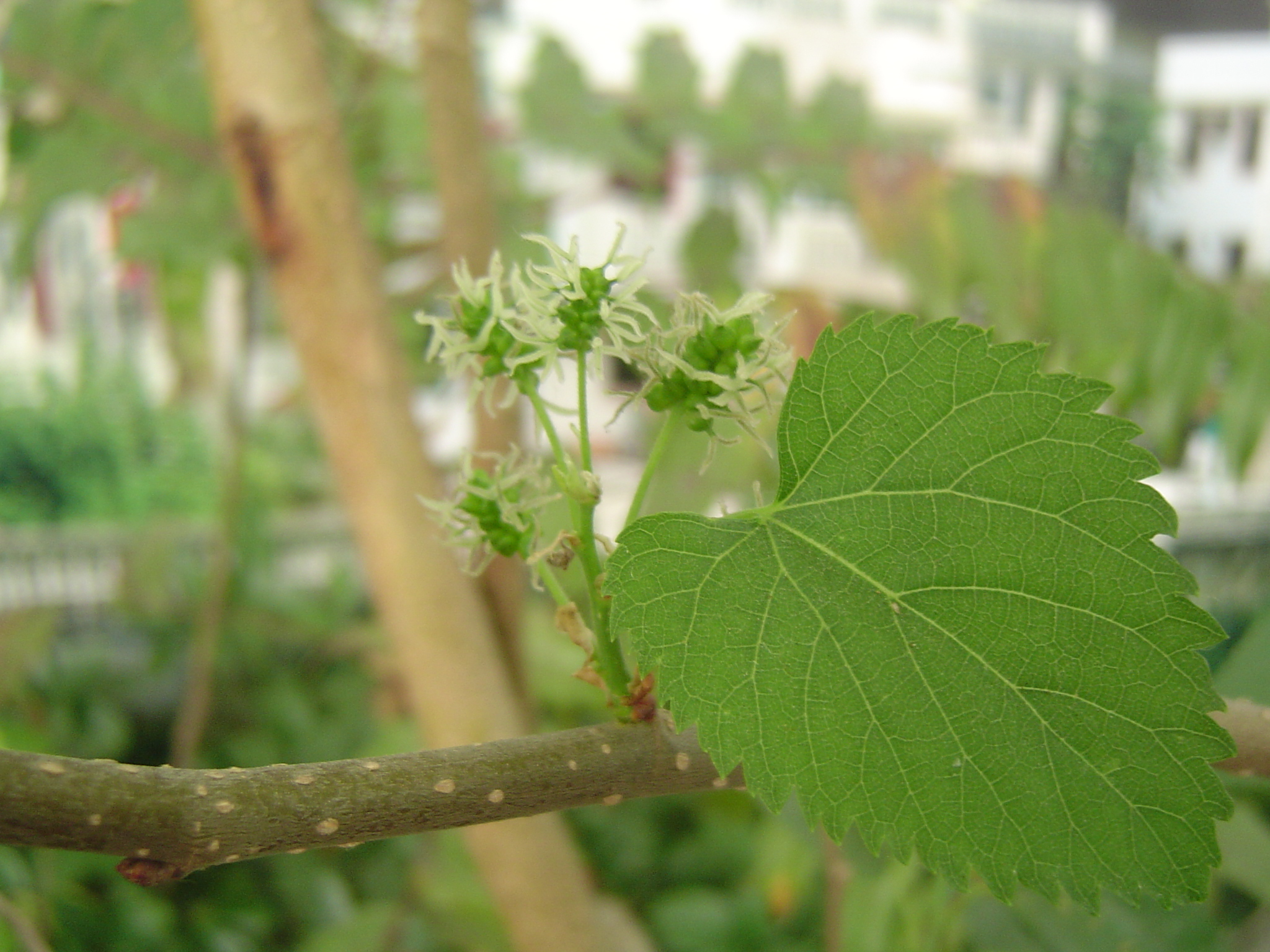
Kwiaty morwy

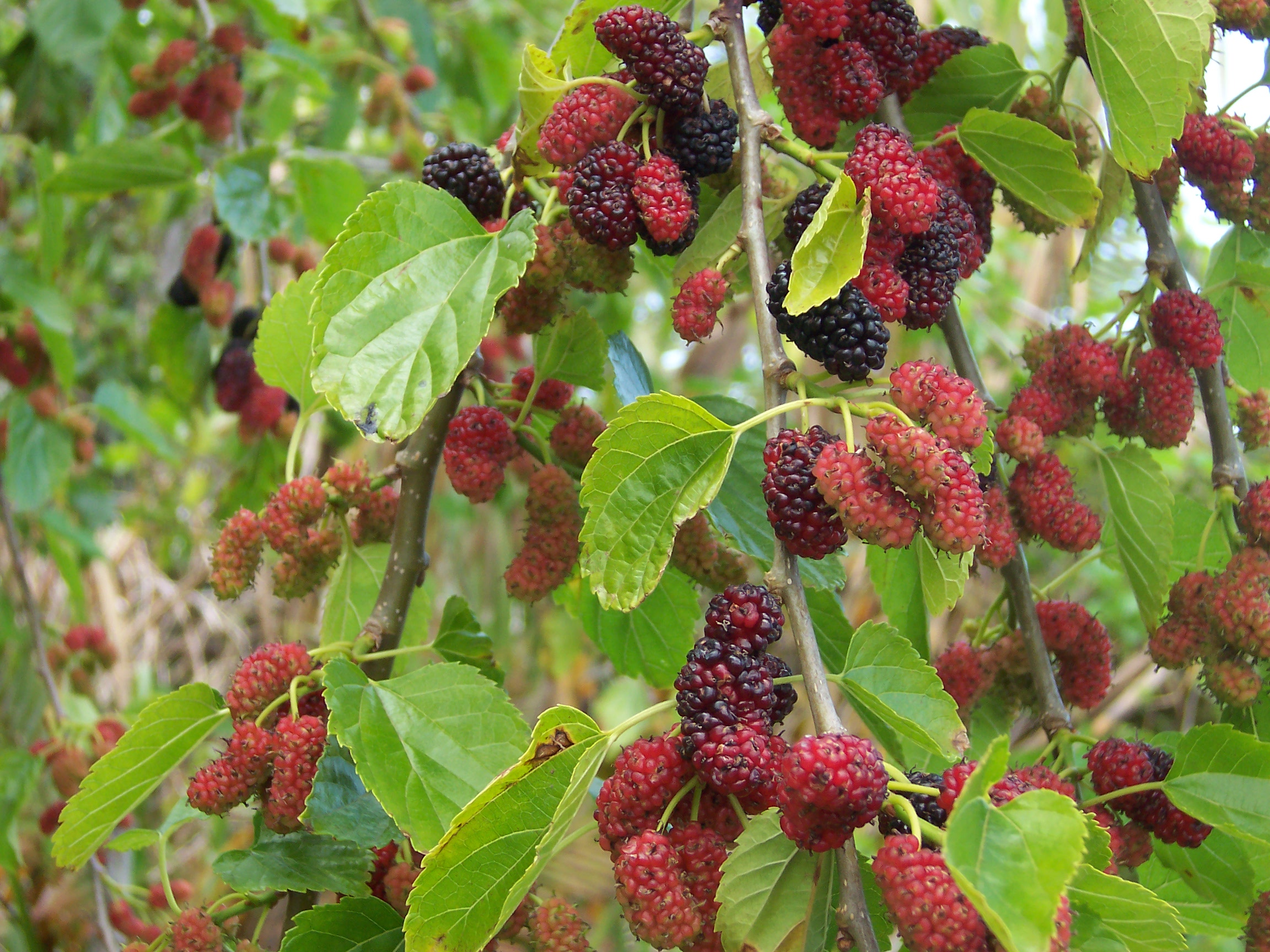
Pędy z dojrzewającymi owocami

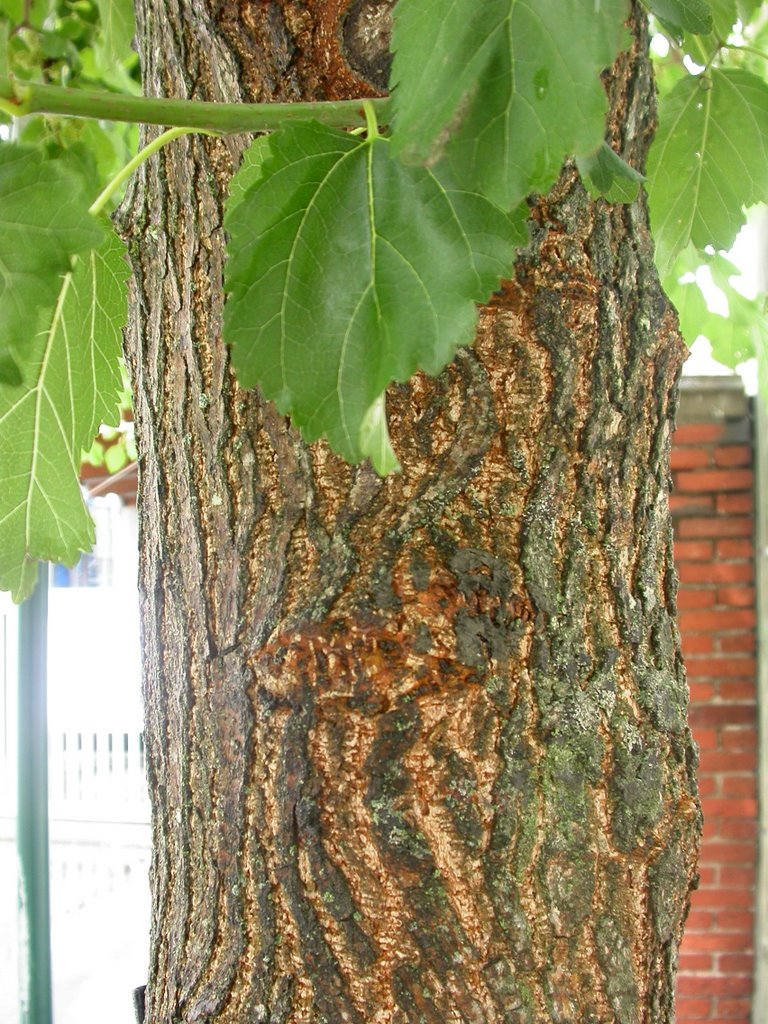
Korowina morwy

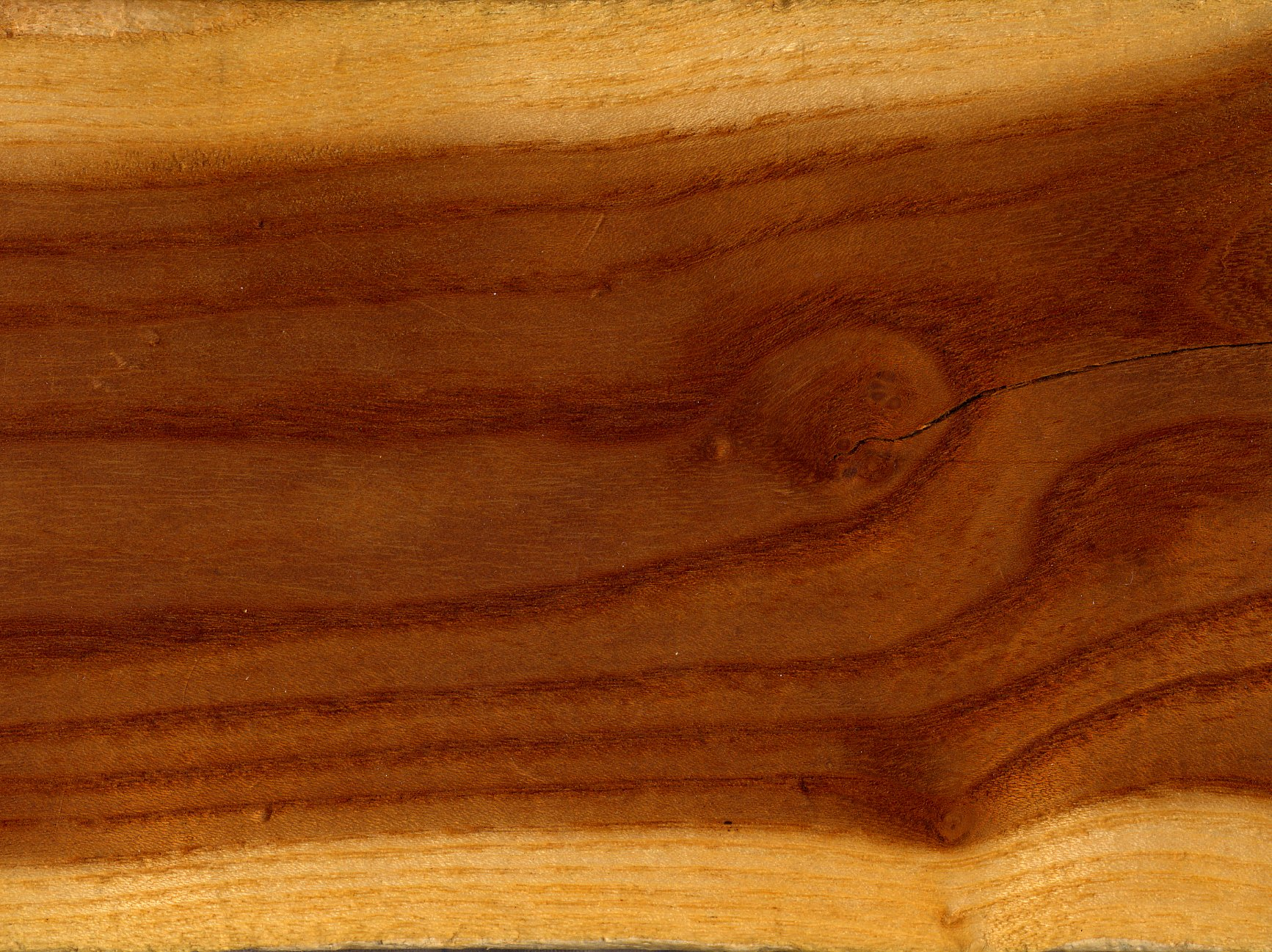
Drewno morwy

## Morfologia
PokrójDrzewo do 15 m wysokości. Roślina posiada przewody mleczne wytwarzające sok mleczny.
PieńKora brunatnoczerwonawa lub zielonkawoszara, z płaskimi zagłębieniami o łukowatym przebiegu, sękata.
KwiatyRozdzielnopłciowe, ale występujące na tym samym drzewie (roślina jednopienna). Są czterodzielne, kwiaty męskie podłużnie walcowate z 4 pręcikami, w jasnożółtych kotkach, kwiaty żeńskie główkowate wzniesione, z 1 słupkiem.
LiścieJajowate, bardzo zmienne, niepodzielone lub różnie wcinane, do 18 cm długości. Miękkie, płaskie i cienkie. Od góry lekko błyszczące, od dołu prawie nagie lub z włoskami na większych nerwach. Ogonek z rynienkowatym rowkiem.
OwoceDrobne niełupki obrośnięte są soczystymi osnówkami powstałymi z okwiatu. Zebrane w walcowate owocostany o długości ok. 2 cm. Barwa owoców różna – biała, różowa, fioletowoczarna. Smak słodki i nieco mdły.

## Zastosowanie
- Od dawna uprawiana była w Chinach w związku z hodowlą jedwabnika morwowego. Jej liście stanowią pożywienie dla gąsienic tych owadów.
- Morwy białe są często sadzone jako rośliny ozdobne, m.in. przy drogach, w parkach. Nadają się również na wysokie żywopłoty.
- Liście morwy białej wykazują właściwości lecznicze. Działają stabilizująco na poziom cukru we krwi, ograniczając jego przyswajanie przez organizm, dlatego mogą być polecane pomocniczo w cukrzycy typu 2 oraz przy odchudzaniu.
- Liście morwy białej zawierają także substancje o działaniu przeciwutleniającym - m.in. kwas askorbinowy oraz flawonoidy[6].
- Owoce są jadalne. W medycynie chińskiej są stosowane m.in. w leczeniu cukrzycy typu 2, bezsenności i przedwczesnego siwienia. Ich przeciwcukrzycowe działanie potwierdzają wstępne badania laboratoryjne na zwierzętach[7].
- Drewno wykorzystywane jest do produkcji mebli i do wyrobów tokarskich[4].
- W Chinach napar podawano dzieciom wątłym i wolno rosnącym[8].